# Pilosocereus alensis
Pilosocereus alensis ist eine Pflanzenart in der Gattung Pilosocereus aus der Familie der Kakteengewächse (Cactaceae). Das Artepitheton  alensis  bedeutet ‚aus der Sierra de Alo (W-Mexiko) stammend‘.

## Beschreibung
Pilosocereus alensis wächst baumförmig mit von der Basis verzweigenden aufrechten, festen Trieben von 12 Zentimetern Durchmesser und erreicht eine Wuchshöhe von 5 bis 6 Metern. Es sind 14 gehöckerte und fein gekerbte Rippen vorhanden. Die gelblichen Dornen werden rötlich und vergrauen schließlich. Es ist ein Mitteldorn vorhanden. Die 11 bis 13 nadelförmigen Randdornen sind bis 2 Zentimeter lang. Der unterste Randdorn ist abgebogen und am längsten.
Der blühfähige Teil der Triebe bildet seitliche Cephalien, die aus dichten, weißen Haaren bestehen. Die Blüten sind wahrscheinlich hellpurpurfarben.
Pilosocereus alensis ist nur ungenügend bekannt.

## Verbreitung, Systematik und Gefährdung
Pilosocereus alensis ist in den mexikanischen Bundesstaaten Chihuahua, Durango, Guerrero, Jalisco, México, Michoacán, Nayarit, Sinaloa, Sonora und Zacatecas verbreitet.
Die Erstbeschreibung als Pilocereus alensis von Frédéric Albert Constantin Weber wurde 1905 veröffentlicht. Ronald Stewart Byles und Gordon Douglas Rowley stellten die Art 1957 in die Gattung Pilosocereus. Weitere nomenklatorische Synonyme sind Cephalocereus alensis (F.A.C.Weber) Britton & Rose (1909) und Cereus alensis (F.A.C.Weber) Vaupel (1913).
In der Roten Liste gefährdeter Arten der IUCN wird die Art als „Least Concern (LC)“, d. h. als nicht gefährdet geführt.

## Nachweise